# Luser
Luser (contração de user (usuário) com loser (perdedor), é um usuário de Internet que necessita possuir apenas o conhecimento necessário para utilizar um computador e terminar suas tarefas rapidamente. Ao contrário dos newbies, estes não querem aprender nada, apenas utilizar de forma básica os recursos da máquina.